# 방글라데시계 파키스탄인
방글라데시계 파키스탄인(벵골어: পাকিস্তানি বাঙালি; 우르두어: پاکستانی بنگالی)은 1971년 이전에 서파키스탄이나 동파키스탄에 거주했거나 1971년 이후 방글라데시에서 이주한 벵골계 파키스탄인들이다. 대부분의 방글라데시계 파키스탄인들은 우르두어와 벵골어를 모두 구사하며 주로 카라치에 정착한다. 1971년 이전에 파키스탄에 도착한 벵골인들은 현재 카라치의 우르두어를 사용하는 사람들과 동화되었다.

## 역사

### 1947년 이전
벵골계 파키스탄인 공동체의 창립 멤버는 20세기 초에 신드주에 도착한 동벵골에서 온 초기 이주자들이다. 초기 벵골인 정착민들의 이 공동체는 파키스탄 문화에 동화되었고 우르두어를 채택하여 이중언어 벵골어를 구사하게 되었다.

### 1947년~1971년
1947년 파키스탄이 독립한 후, 카라치에 동파키스탄에서 서파키스탄으로 많은 벵골인들이 유입되었다. 1971년, 일부 벵골인들은 새로 독립한 방글라데시로 돌아가기로 결정했고, 다른 이들은 파키스탄에 남기로 결정했다.

### 1971년 이후
1971년 전쟁 전에 수천 명의 동파키스탄 벵골인들이 서파키스탄에 살고 있었고 방글라데시 이민자들은 같은 나라와의 전쟁 직후에 파키스탄에 도착했다. 이 사람들은 파키스탄을 사랑했지만 사회적으로 환영받지 못했거나 오늘날에도 여전히 파키스탄 시민으로 간주되지 않는다. 1995년까지 방글라데시인들의 지속적인 이민은 250만 명을 넘어섰다. 베나지르 부토 총리 재임 기간 동안 일부 고위 고문들은 방글라데시 이주 인구가 우르두어를 사용하는 무하지르인 다음으로 카라치에서 두 번째로 큰 집단이 될 수 있고 민감한 인구 통계를 방해할 수 있다고 우려했다. 이에 따라 부토는 방글라데시 이민자들에게 탄압과 추방을 명령하였다. 베나지르 부토의 행동은 당시 다카에서 권력을 잡고 있던 칼레다 지아와 함께 방글라데시-파키스탄 관계에 긴장감을 조성하고, 추방자들을 받아들이는 것을 거절하고 파키스탄의 이슬람 정당들을 향해 두 대의 비행기를 돌려보냄으로써 부토를 비판하고 탄압을 반이슬람으로 더빙하였다. 그녀는 결국 그 명령을 포기할 수밖에 없었다.

## 대표적인 인물
- 이스칸데르 미르자 - 파키스탄의 제1대 대통령
- 모하마드 알리 보그라 - 파키스탄의 제3대 총리
- 후세인 샤히드 수라와르디 - 파키스탄의 제5대 총리
- 누룰 아민 - 파키스탄의 제8대 총리
- 트리데브 로이 - 파키스탄의 정치인

## 같이 보기
- 방글라데시의 파키스탄인